# Pollo con brotes de judías

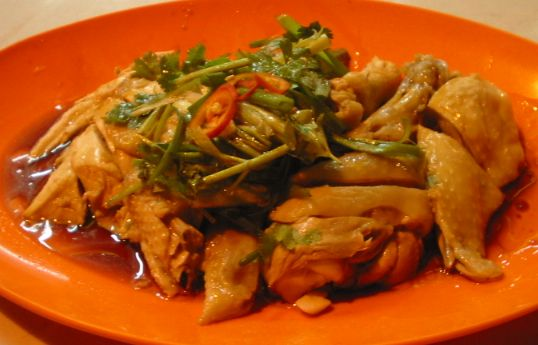
Pollo con brotes de judías.

El pollo con brotes de judías (transliteración cantonesa: ngah choi kai, o malaya: taugeh ayam) es un plato parecido al pollo con arroz de Hainan.
Una de las pequeñas diferencias es que el pollo con brotes de judías viene acompañado con un plato de estos brotes, famosos en toda la ciudad de Ipoh. El pollo cocido se sirve con salsa de soja clara condimentada con aceite.